# Maximilien Robespierre
Maximilien François Marie Isidore de Robespierre, han udelod senere "de" i sit navn (født 6. maj 1758 i Arras, død 28. juli 1794 i Paris) er en af de bedst kendte ledere under den franske revolution. Han var kendt af sine tilhængere som "den ubestikkelige" på grund af sin fuldkomne hengivelse til revolutionen og som leder af Frankrig under terrorregimet. Hans arrestation og henrettelse indledte afslutningen på terrorregimet.

## Baggrund
Robespierre var ældste barn af en sagfører. Han blev født kun fire måneder efter sine forældres bryllup, og senere kom der søskende: Charlotte, Henriette og Augustin. Robespierre var kun seks år, da hans mor døde som 29-årig ved fødslen af sit femte barn. Han mistede også sin far, der forlod børnene. Som Charlotte forklarede, kunne hendes bror aldrig senere nævne sin mor uden at få tårer i øjnene. I modsætning til de fleste franske revolutionsledere voksede han op i små kår. Børnene blev opfostret af morens forældre, og han og Augustin gik i fattigskolen i Arras. Som 11-årig vandt Robespierre et stipendium til en eliteskole i Paris, Louis-le-Grand College, hvor han lærte at beundre den romerske republik og skikkelser som Cato den Ældre og Cicero. Han mistede også sin tiltro til katolicisme og beundrede Jean-Jacques Rousseau. En anden elev, der også blev revolutionær, var Camille Desmoulins.
Robespierre var dygtig og blev i 1775 udvalgt til at fremføre en officiel tilegnelse på latin som velkomst på skolen ved Ludvig 16. og Marie Antoinettes hjemrejse fra kroningen i Rheims. Kongeparret var forsinket, tvang forsamlingen til at stå og vente i timevis i piskende regn, blev selv siddende i vognen under hele ceremonien, og brød op uden et ord eller så meget som et nik.
Robespierre udmærkede sig i filosofi og jura, og efter eksamen i 1781 vendte han tilbage til Arras som sagfører, mens søsteren Charlotte førte hus for ham. Han giftede sig aldrig, skønt han kurtiserede flere deriblandt Éléonore Duplay, ældste datter af den møbelsnedker, han logerede hos i Paris i 1790'erne. Duplay blev efter hans død kaldt "enken Robespierre"; hendes grav kan stadig ses i Paris. Robespierre var med i flere foreninger og fremstår som venligere og mere omgængelig end han senere blev, skønt søsteren fremholdt, at han var dybt reserveret. Hans vane med at repræsentere fattige klienter mod velstående vakte overklassens modvilje, og han gjorde ingen hemmelighed af at være optaget af retfærdighed og lighed.